# Джакузі

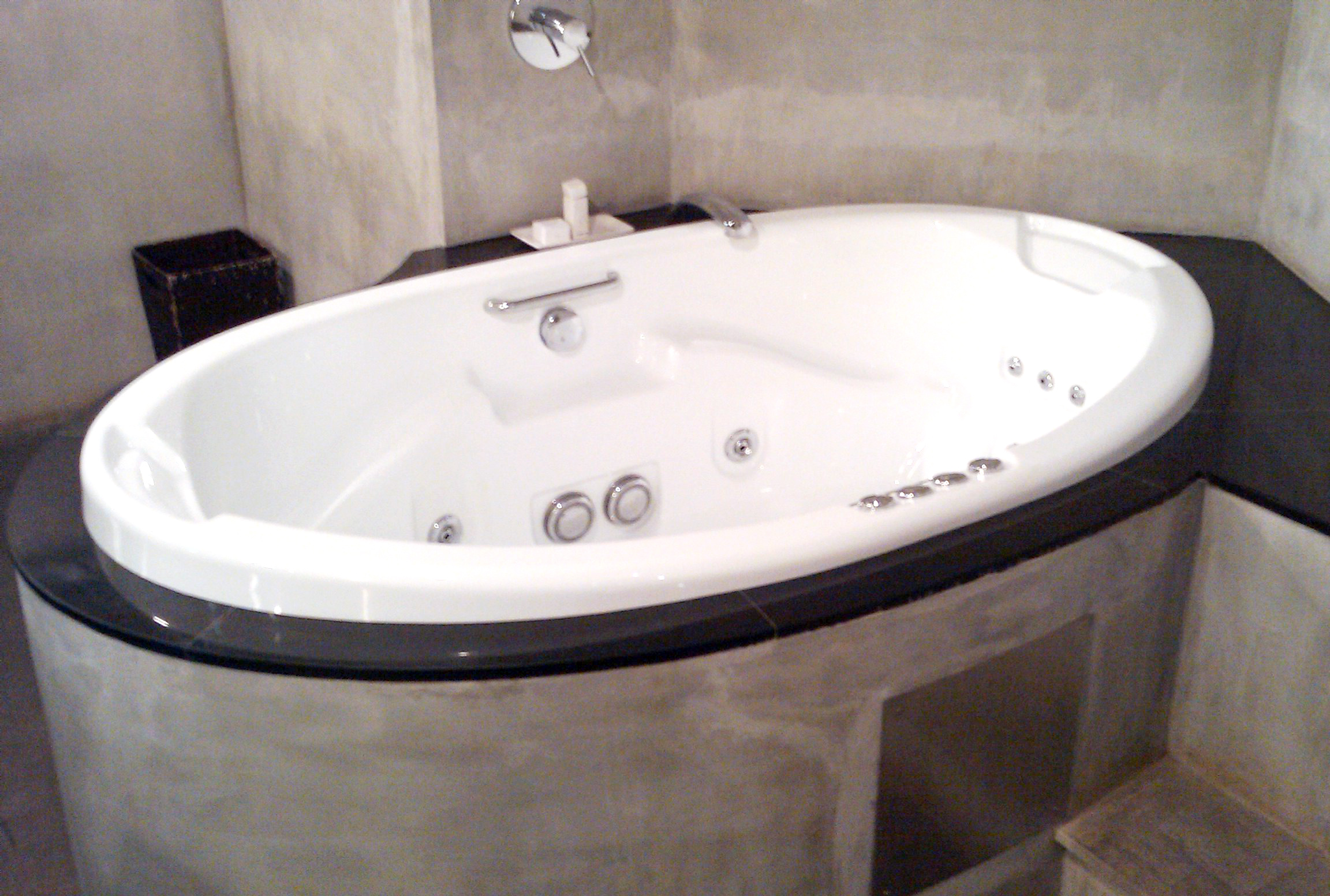
Джакузі-міні

Джакузі-басейн

Помилка Lua у Модуль:Message_box у рядку 159: attempt to index a nil value.
Джа́кузі (англ. Jacuzzi від італ. Jacuzzi, «Яку́цці») — профілактичні ванни, створені для відпочинку і прийняття водних процедур. Сучасні аналоги мають усі необхідні і популярні на сьогодні функції (гідромасаж, аеромасаж та інші).

## Історія

### Народження ідеї
Створення гідромасажних ванн нерозривно пов'язане з ім'ям італійської родини Якуцці (Jacuzzi). Історія починається на початку XX століття, в 1903 році, коли семеро братів Якуцці емігрують з італійської провінції Фріулі до Каліфорнії. Сімейство Якуцці завжди славилося здібностями і навіть талантом в механіці та винахідництві. Заснована братами у 1915 році фірма Jacuzzi and Brothers зайнялася виробництвом авіаційних пропелерів, потім легких поштових літаків. Також вони досліджували взаємодію води і повітря, тому з-під їх «пера» вийшли різні насоси, пневматичні та гідравлічні пристрої. Всього на рахунку у Якуцці близько 200 запатентованих розробок. Брати відкрили фірми з виробництва своїх винаходів у Канаді, Мексиці, Італії і ряді інших країн, що дозволяло їм вести цілком безбідне існування.
У 1943 році син Кандідо Якуцці, молодшого з братів, захворів на ревматоїдний артрит. Для лікування півторарічній дитині прописали лікувальний масаж, який робив фізіотерапевт у клініці. Тоді Кандідо придумав використовувати в домашніх умовах насоси його фірми, що спочатку призначалися для промислових потреб. Він сконструював пристрій — аераційний насос, який при зануренні його у ванну з водою видавав масажуючий струмінь з суміші води і повітря. Це і був поки недосконалий прообраз гідромасажної ванни.
Пристрій, придуманий Кандідо Якуцці, відразу набув популярності серед людей з різними формами захворювань. На початку п'ятдесятих років ванни з такими незвичайними насосами стали продавати в аптеках і магазинах лікувального устаткування. Пізніше їх стали пропонувати вже не тільки в лікувальних цілях, але і для зняття втоми, підняття тонусу, поліпшення настрою. Назва фірми Jacuzzi (прочитана на англійський манір як «Джакузі»), стала загальною щодо всіх гідромасажних ванн.

### Народження бізнесу
Датою народження звичної для нас гідромасажної ванни можна вважати 1968 рік. Саме тоді корпорація Jacuzzi Inc. представила на ринок першу автономну гідромасажну ванну, вмонтувавши в її стінки форсунки, з яких вивергалися потужні струмені. Гаслом фірми Джакузі став наступний вислів: «Jacuzzi: Water that moves you» («Джакузі: вода, яка урухомлює вас»).
У 1970 році компанія «Jacuzzi» реалізувала ще один винахід. Розробники додали до гідромасажної ванни великих розмірів, розрахованої на кілька людей, систему фільтрації і підігріву води. Так був створений перший спа-міні-басейн. А в 1980-х роках у продажу з'явилася гідромасажна ванна для відкритих приміщень.
Джакузі придбали надзвичайну популярність, ванни стали встановлювати спочатку в готелях, а потім і в приватних будинках. Народилася нова індустрія гідромасажних ванн, а слово «джакузі» стало символом розкішного і комфортного способу життя.
Але навіть популярність ванн як елемента дозвілля та відпочинку не змінила головного: основним атрибутом гідромасажної ванни, як і раніше, залишаються її терапевтичні властивості.

## Гідромасажні ванни сьогодні
Гідромасажні ванни — так джакузі називають по імені першої компанії-виробника. Проте нині безліч різних виробників, що пропонують клієнтам повну різноманітність форм, розмірів і цін. Розробки в області гідромасажу не припиняються. Створено чимало різновидів гідромасажу.
Наприклад технологія MicroSilk підвищує рівень кисню у воді, сприятливо впливає на шкіру. Кисень стимулює вироблення колагену - природного антивікового агента. Використання MicroSilk - це те саме, що і модний кисневий пілінг та зволоження всього тіла відразу. Після такої процедури ваша шкіра освітлиться та розгладиться. Просто використовуйте MicroSilk близько 20 хвилин на день, і ви відчуєте себе краще та виглядатимете молодше. Мікрокрапельки буквально охоплюють все ваше тіло суцільною одношаровою хмарою кисню, що сприяє поліпшенню кровообігу і клітинного дихання. Неймовірне розслаблення в джакузі покращує регенерацію клітин шкіри.

## Корисність

### Гідромасаж
Гідромасаж — це вплив на тіло людини струменем води, змішаної з повітрям. У гідромасажних ванн струмінь води і повітря подається через спеціальні отвори-форсунки, кількість і розташування яких залежить від виду гідромасажної системи.
Корисність гідромасажних ванн полягає в тому, що вони сприяють поліпшенню кровообігу в організмі, що у свою чергу допомагає в боротьбі з целюлітом; так само сприяє поліпшенню обміну речовин; гідромасаж застосовують при профілактиці і лікуванні варикозного розширення вен; рекомендується приймати гідромасажні ванни при ударах і переломах. Гідромасаж розслабляє і заспокоює, допомагає організму впоратися із щоденними стресами, навантаженнями, має загальнозміцнюючу дію на організм.
Гідромасаж:
- Впливає на шкіру, очищаючи її та поліпшуючи роботу сальних і потових залоз, активує її кровообіг, поліпшуючи тим самим живлення шкіри і її стан, зовнішній вигляд.
- Впливає на підшкірно-жировий шар шляхом поліпшення обміну речовин.
- Покращує роботу і стан м'язів та суглобів.
- Оскільки в шкірі знаходиться величезна кількість нервових закінчень, гідромасаж впливає на нервову систему (заспокійливу або збудливу).
- Покращує кровообіг, циркуляцію лімфи, газообмін в крові.
- Впливає позитивно на різні обмінні процеси в організмі.

### Механізм дії
Цілющий вплив виникає через механічну дію гідромасажних струменів і вплив води, в тому числі температурний.
При зануренні у воду всі м'язи розслаблюються, стають більш м'якими і податливі, і цілющий вплив масажу в цьому випадку посилюється. Зняття м'язового напруги добре впливає на заспокоєння нервової системи, а саме зниження збудливості. Під впливом гідромасажу поліпшується кровообіг, стан шкіри, циркуляція лімфи в лімфатичній системі, навіть зменшується біль.
При прийнятті гідромасажних ванн важливий не лише саме механічний вплив гідромасажних струменів, але і температура води. Для лікувального гідромасажу в медичних установах рекомендована температура води становить +37 °C. Температура води повинна бути постійною для створення теплового ефекту для стимулювання обміну речовин.
Гідромасажні ванни варто прийняти після занять спортом, фізичних навантажень, і природно, до їжі.

### Протипоказання
Приймання гідромасажних ванн забороняється для дітей, вагітних жінок і після значного приймання їжі, а також не рекомендується людям, які мають проблеми з серцем.
Ось декілька основних протипоказань:
Відкриті рани або інфекції на шкірі: Гідромасаж вважається контактною процедурою, тому при наявності відкритих ран або інфекцій на шкірі рекомендується утриматися від гідромасажу, щоб уникнути подразнень або посилення інфекційного процесу.
Активні запальні процеси: Якщо у вас є активні запальні процеси, такі як гостра респіраторна інфекція або грип, краще відкласти гідромасаж до повного відновлення здоров'я.
Тяжкі серцево-судинні захворювання: Людям з серйозними серцево-судинними захворюваннями, такими як нестабільна стенокардія, серцевий напад або серцева недостатність, може бути протипоказано використання гідромасажних ванн. Це може погіршити симптоми або викликати ускладнення, тому рекомендується отримати консультацію лікаря перед використанням гідромасажу.
Вагітність: У вагітних жінок є певні протипоказання, пов'язані з гідромасажем. Використання гідромасажу вагітними жінками може вимагати обмежень, оскільки існує ризик впливу гідротерапії на розвиток плоду. Рекомендується звернутися до свого лікаря або акушера, щоб отримати поради щодо безпеки гідромасажу під час вагітності.